# Гребенау
Гребенау (нім. Grebenau) — місто Німеччини, в землі Гессен. Підпорядковується адміністративному округу Гіссен. Входить до складу району Фогельсберг.
Площа — 55,37 км2. 

## Історія
Перша письмова згадка про Гребенау датована 1265 роком. 

## Населення
Чисельність населення, станом на 2023 рік, налічує 2 382 особи.